# Vignogn
Vignogn (hasta 1983 oficialmente en alemán: Vigens) era una comuna suiza del cantón de los Grisones, situada en el distrito de Surselva, círculo de Lumnezia/Lugnez. Limitaba al norte con la comuna de Degen, al este con Suraua, al sur con Sankt Martin y Lumbrein, y al oeste con Obersaxen. El 1 de enero de 2013 se fusionó con las antiguas comunas de Cumbel, Degen, Lumbrein, Morissen, Suraua, Vella y Vrin para constituir la nueva comuna de Lumnezia.

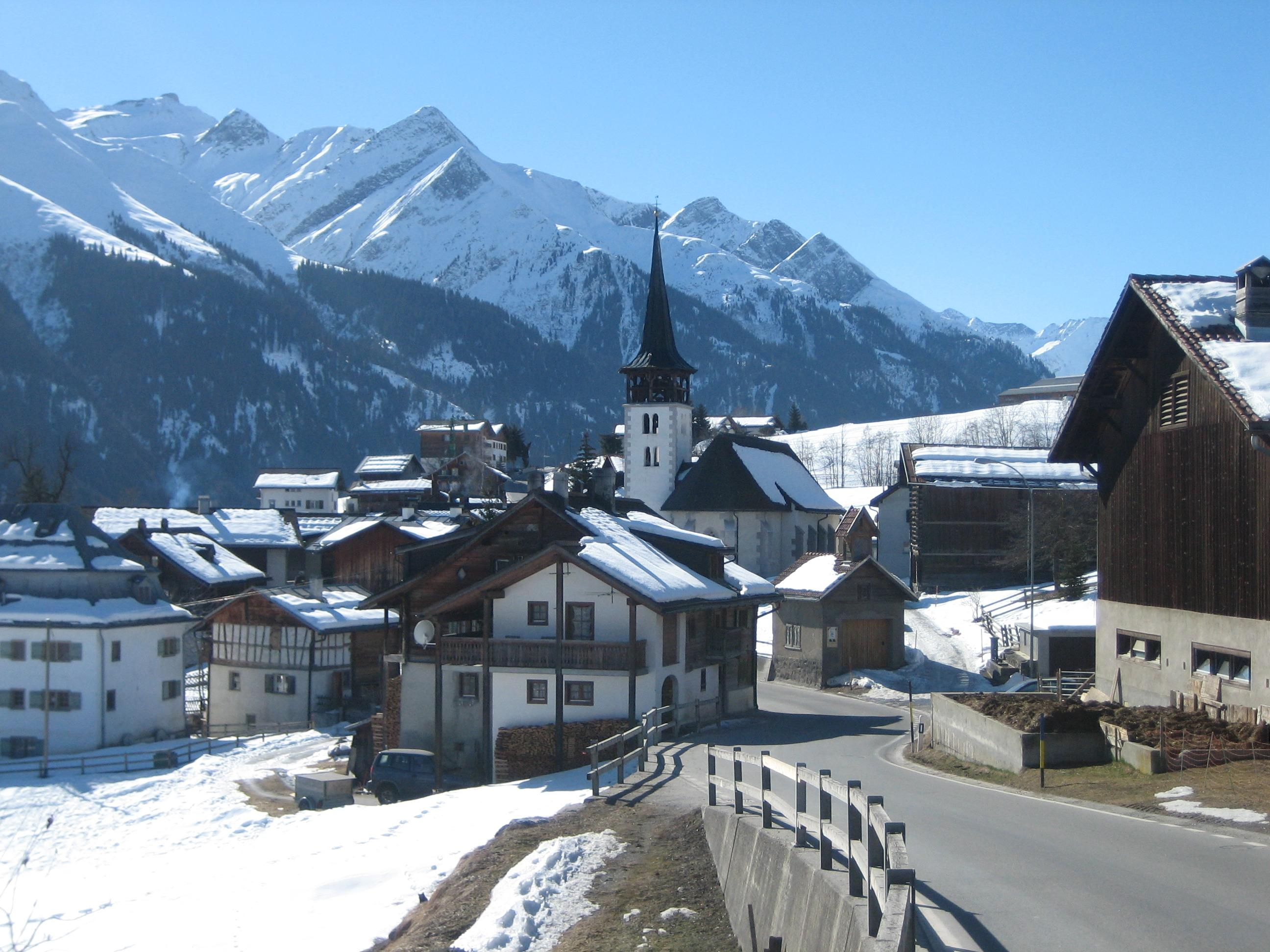
Vista de Vignogn en invierno.